# Mikael Berglund (radioprogramledare)
Mikael Berglund, född 1 februari 1980 i Varberg, är en svensk programledare och producent i radio. Arbetar även som frilansjournalist och nyhetsfotograf, främst med inriktning på blåljusnyheter.
Berglund började sin karriär i radion med nyheter via företaget RadionsNyheter år 2000. Samma år hoppade han in som vikarierande nyhetschef på Rix FM. Tre somrar sände han nyheter i Rix FM:s nätverk parallellt med RadionsNyheter, idag sänder han både riks och lokala radionyheter via företaget RadionsNyheter.
I Radio Bohuslän har Mikael Berglund sänt ett block på fyra timmar mellan 2003 och 2012. Sändningarna hördes över Stenungsund, Tjörn, Orust, Lysekil, Uddevalla och Munkedal.
Sedan 2008 arbetar Mikael Berglund främst som fotograf och frilansjournalist åt tidningar, radio och TV. Han driver även den lokala nyhetssidan NYHETERsto.se med nyheter från Stenungsund, Tjörn och Orust via sitt eget företag Berglund Produktion.

## Programledare
- SR P3 - En timme om radio i radio 2003 Sveriges Radio
- Melodi FM - 2002-2003
- Radio Bohuslän 2003-2012

## Väderröst
- Mix Megapol 2011-
- Vinyl 107 2011-
- Rockklassiker 2011-
- NRJ 2013-